# Погребняк Галина Петрівна
Галина Петрівна Погребняк — українська мистецтвознавиця, доктор мистецтвознавства, професор кафедри режисури та акторської майстерності імені Народної артистки України Лариси Хоролець Національної академії керівних кадрів культури і мистецтв, заступниця директора з наукової роботи Інституту сучасного мистецтва. Співпрацює з Київським національним університетом театру, кіно і телебачення імені І. К. Карпенка-Карого, професор кафедри кінознавства. Співпрацює з Київською муніципальною академією естрадного та циркового мистецтв, професор кафедри режисури та акторського мистецтва.

## Життєпис
Народилася 6 травня 1966 року в м. Києві.
Закінчила Київський державний інститут театрального мистецтва імені І. К. Карпенка-Карого у 1990 році за спеціальністю «Кінознавство», а згодом у 1997 році захистила кандидатську дисертацію на тему «Художнє осмислення дійсності у творчості Юрія Іллєнка» (наукова керівниця — професор Валентина Слободян). Вчене звання доцентки кафедри теорії, історії та практики культури отримала у 2002 році.
2012 року Вченою Радою НАКККіМ присвоєне звання професора.
2021 року захистила докторську дисертацію на тему «Авторський кінематограф у художній культурі другої половини ХХ — початку ХХІ століття».
Членкиня професійних організацій: Національної спілки театральних діячів України (1998) — голова первинного осередку НСДУ Київського міського творчого відділення в НАКККіМ; Асоціації кінокритиків України (1999), Національної спілки кінематографістів України (2000).
Нагороджена медаллю «Народна шана українським науковцям 1918—2018» першого ступеня міжнародної академії МАРТІС «Золота фортуна» (2019).

## Професійна діяльність
Галина Погребняк здійснює активну педагогічну діяльність, викладає ряд дисциплін (історія українського кіно; історія світового кіно; історія та теорія телебачення; структурний аналіз фільму; моделі авторського кіно; сучасний кінопроцес; сучасна теорія кіномистецтва; кінематографічні напрямки та школи ХХ ст.; українське кіно в контексті європейської культури; тенденції розвитку сучасного кінематографу; видовища і масові свята; кіно, телебачення і радіо в сценічному мистецтві). Виступала головою ДЕК у КНУТУіТ ім. І. К. Карпенка-Карого (спеціальність «Кінознавство»), Кам’янець-Подільському коледжі культури і мистецтв (спеціальності «Народна художня творчість», «Хореографія», «Декоративно-прикладне мистецтво», «Музичне мистецтво»). Брала участь в роботі акредитаційних комісій за спеціальністю «Театральне мистецтво», «Сценічне мистецтво» (Інститут екранних мистецтв ім. І. Миколайчука (2014 р.), Рівненському державному гуманітарному університеті (2016 р.), Київському національному університеті культури і мистецтв (2017 р.), Приватному вищому навчальному закладі «Київський університет культури» (2018 р.)
Опонувала на захисті дисертаційних досліджень Росляк Р. В., Безручко О. В., Вовкун В. В., Мусієнко О. А., Миславський В. Н., Зайцева А. В., Кравченко Т.О., Журавльова Т.В., Цімох Н.І, Степаненко К.С.,Чорна К.В. Мельник Т.В., Жуков В.В.
Виявляє дослідницький інтерес до морально-етичних та художньо-естетичних проблем сучасних екранних мистецтв, зображально-виражальних засобів та індивідуальних стилів авторського кіно, сценічного мистецтва,балету,цирку,дизайну,музичного мистецтва, творчості видатних постатей в контексті сучасних культурно-мистецьких практик.

### Книги
- Видатні постаті в історії кінорежисури: навчальний посібник. —  К.: НАКККіМ — 2002. —  114 с.
- Авторський кінематограф крізь призму мистецької особистості, монографія К.:НАКККіМ — 2013. —  128 с.
- Кіно, телебачення і радіо в сценічному мистецтві: підручник. – К.:НАКККіМ, 2017. – 392 с.
- Погребняк Г. П. Авторський кінематограф у культурному просторі другої половини ХХ – початку ХХІ століття: монографія. Київ: НАКККіМ, 2020. 448 с.
- Погребняк Г.П. Проблеми режисерської освіти в Україні // Ґенеза ідей і динаміка розвитку екранних мистецтв : колективна монографія [наук. ред. : О. В. Безручко]. Київ : Видав. центр КНУКіМ, 2021. Т. 9.С. 146 – 186.

### Енциклопедичні статті
- Погребняк Г. П. Операторське мистецтво // Енциклопедія Сучасної України : енциклопедія [електронна версія] / ред.: І. М. Дзюба, А. І. Жуковський, М. Г. Железняк та ін.; НАН України, НТШ. Київ: Інститут енциклопедичних досліджень НАН України, 2022. Т. 24. С. 565–566. URL: https://esu.com.ua/article-75552.
- Погребняк Г.П. Одеська кіностудія // Енциклопедія Сучасної України : енциклопедія [електронна версія] / ред.: І. М. Дзюба, А. І. Жуковський, М. Г. Железняк та ін.; НАН України, НТШ. Київ: Інститут енциклопедичних досліджень НАН України, 2022. Т. 24.С. 162-163.URL: https://esu.com.ua/article-74971

### Статті
- Погребняк Г. П. До проблеми виразних засобів у творчості Ю.Іллєнка /Г. П. Погребняк// Зміна парадигми: зб.наук.праць. — КДІТМ. — 1995- С.102-111.
- Погребняк Г. П. Юрій Іллєнко. Дивосвіт автора// Українська культура. —  1993. —  № 4. - С.6-8.
- Погребняк Г. П. Автор у кіно. Хто він?// Культура і життя. —  1993. — № 4. —  30 січня 1993
- Погребняк Г. П. Проблема сенсу життя. Мистецтвознавчий аспект// Художня культура: історія, теорія, практика: зб.наук.праць.   — К., 1996. —  Вип.1. —  С.144-152.
- Погребняк Г. П. Авторський кінематограф як складова сучасного кіно процесу// Актуальні проблеми історії, теорії та практики художньої культури: зб.наук.праць. — К., 1998. —  С. 136–146.
- Погребняк Г. П. Ретроспектива постаті Юрія Іллєнка через авторський кінодоробок: проблема взаємозв'язку форми і змісту// Вісник ДАКККіМ:наук. журнал. — К.:Міленіум,1999. —  № 3. —  С. 110–108.
- Погребняк Г. П. Трансформація кінозображальності у процесі творчої еволюції митця// Вісник ДАККіМ:наук. журнал. — К.:Міленіум,1999. —  № 3. —  С.94-104.
- Погребняк Г. П. Проблема символу в авторському кіно// Актуальні проблеми історії, теорії та практики художньої культури: зб.наук.праць.   — К. —  2001. —  С.145-154.
- Погребняк Г. П. Кіно і телебачення: шляхи інтеграції та синтезу// Культура і сучасність: альманах.  — К.,2000. —  № 1. —  С.74. — 83.
- Погребняк Г. П., Петровська І. Ю. Ретроспектива кіно 60-х. Творчість Г.Шпалікова. Геннадій Шпаліков як дзеркало настроїв «шістдесятників»// Вісник ДАКККіМ:наук. журнал. — К.:Міленіум, 2001. — № 4. —  С.115-122.
- Погребняк Г. П., Петровська І. Ю. Ретроспектива кіно 60-х. Творчість Г.Шпалікова. Від сценарію до авторського фільму // Вісник ДАКККіМ: наук. журнал. — К.:Міленіум,2002. —  № 1. —  С.138-148.
- Погребняк Г. П. Простір і час в авторському кінематографі // Вісник ДАКККіМ:наук. журнал. — К.:Міленіум, 2002. —  № 4. —  95-99.
- Погребняк Г. П. Міжнародний кінофестиваль і молоде українське кіно. До постановки проблеми// Актуальні проблеми історії, теорії та практики художньої культури: зб.наук.праць.   — К., 2001. —  Вип. VII. —  С.179-185.
- Погребняк Г. П. Мистецтво пантоміми на сцені та на екрані. Жест і міміка у синтетичних видах мистецтва // Актуальні проблеми історії теорії та практики художньої культури: зб.наук.праць.   — К., 2002. —  Вип. IX. —  C.143-159.
- Погребняк Г. П. Мистецтво пантоміми на сцені та на екрані. Специфіка пластичної культури кіноактора // Актуальні проблеми історії, теорії та практики художньої культури: зб.наук.праць.   — К.,2003. —  Вип. Х. —  С.290-300.
- Погребняк Г. П. Експеримент в авторському кіно// Мистецтвознавство України: зб.наук.праць.   — К.:СПД Кравчук В. К. — 2003. —  Вип. 3. —  С.207-214.
- Погребняк Г. П. Телебачення і література: точки перетину// Вісник ДАКККіМ: наук.журнал. —  К.:Міленіум, 2004. — № 2. —  С.66-71. —  № 3. —  С.61-66.
- Погребняк Г. П. Кіномережа: проблеми і перспективи // Мистецтвознавчі записки: зб.наук.праць. —  К.:Міленіум, 2006. —  Вип.9. —  С.82-87.
- Погребняк Г. П. Виразність слова у фільмі. Повернення до проблеми // Актуальні проблеми історії, теорії та практики художньої культури: зб.наук.праць. — 2007. —  Вип. XVIII. —  С.202-207. —  Вип. XIX. —  С.165-169.
- Погребняк Г. П. Естетичне поле телебачення в сучасному соціально-культурному просторі // Вісник НАКККіМ: наук.журнал. —  К.:Міленіум. — 2009. —  № 2. —  С.56-61. — № 3. —  С.81-86.
- Погребняк Г. П. Сучасна масова культура в кіно та її вплив на глядача // Мистецтвознавчі записки: зб.наук.праць. — К.:Міленіум 2010. —  Вип.17. - С.84-90.
- Філософське осмислення дійсності як джерело мистецького пошуку// Культура і сучасність: Альманах. — К.:Міленіум. — 2011. —  № 2. —  С.216-219.
- Погребняк Г. П. Морально-етичні засади філософських поем І.Франка. Паралелі з сучасністю. До питання про сутність поняття « слуга народу»// Вісник НАКККіМ: наук. журнал. — К.:Міленіум. —  2011. —  № 4. —  С. 153–158.
- Погребняк Г. П. Морально-етичні засади філософських поем І.Франка. Паралелі з сучасністю. Герой та антигерой. Проблема соціального замовлення // Вісник НАКККіМ: наук. журнал. — К.:Міленіум. — 2012. —  № 1. —  С. — 112-118.
- Погребняк Г. П. Філософські мотиви в творчості Ю.Іллєнка // Вісник КНУТКіТ ім. І. К. Карпенка-Карого: зб.наук.праць.  — К., 2011. —  Вип.9. —  С.186-192.
- Погребняк Г. П. Особливості моделювання професійної освіти фахівця кінематографічної сфери // Сучасні проблеми художньої освіти в Україні: зб.наук.праць.  — К.:Фенікс,2012. —  Вип.7. —  С.93-100.
- Модель продюсерського кіно в Україні: проблема виживання // Діяльність продюсера в культурно-мистецькому просторі XXI століття: традиції, концепції, перспективи: зб.наукових праць (за матеріалами Міжнародної наук. — практ.конф., Київ20-21грудня 2012року) — К.:НАКККіМ,2013. —  С.193-196.
- Філософія екзистенціалізму як підґрунтя світоглядної моделі авторського кіно //Вісник НАКККіМ:наук.журнал.   — К.:Міленіум. — 2013. —  № 3- С.120-124. —  № 4 — С.126-132.
- Світоглядні засади художнього відтворення картини світу // Актуальні проблеми історії, теорії та практики художньої культури: зб.наук.праць. —  К.:Міленіум, 2013. — Вип. XXX. —  С.212-221.
- Світоглядні засади художнього відтворення світу. Кінематографічна модель. // Актуальні проблеми історії, теорії та практики художньої культури: зб.наук.праць. —  К.:Міленіум, 2013. — Вип. XXXI. —  С.213-224.
- Теорія авторського кіно як відкрита проблема / Г. П. Погребняк // Культура : открытый формат — 2013 (библиотековедение, библиографоведение и книговедение, искусствоведение, культурология, музееведение, социокультурная деятельность) : сб. науч. ст. / ред. сов.: В. Р. Языкович (пред.) [и др.]; сост.: Т. Н. Бабич, Ю. А. Переверзева, Е. Н. Шаройко; Мин-во культуры Респ. Беларусь, Белорус. гос. ун-т культуры и искусств. — Минск : БГУКИ, 2013. — С. 211–216.
- Погребняк Г. П. Режиссерский кинематограф как базовая модель современного авторского кино // Культура и образование. — Декабрь 2013. — № 4 [Электронный ресурс]. URL: https://web.archive.org/web/20131224113248/http://vestnik-rzi.ru/2013/12/1129
- Погребняк Г. П. Авторський кіносвіт Отара Іоселіані // Видатні постаті в контексті сучасних мистецьких практик: зб.наук праць (за матеріалами Всеукраїнської наук. — практ.конф., Київ 23 квітня 2013року) — К.:НАКККіМ,2013. —  С. 67-71.
- Погребняк Г.П. Французский кинематограф «Новой волны» / Г.П. Погребняк // Вестник Полоцкого государственного университета. Серия E: Педагогические науки. – 2013. – № 15. – С. 129–133.
- Погребняк Г.П. Технологія дистрибуції авторського кіно: до постановки проблеми / Г.П.Погребняк // Культурно-мистецьке середовище: творчість та технології: зб.матеріалів Сьомої Міжн.наук-творчої конф., м.Київ, 9 квітня 2014 р. - К.; НАКККіМ,2014- С 53-55.
- Pogrebniak Galina The traditions of cinema avant-garde in the modern models of author's cinema /Galina Pogrebniak // Humanities and Social Sciences in Europe: Achivements and Perspektives: proceedings of 2 nd International symposium ( February 15,2014). —  "East West" Accociation for Advanced Studies and Higher Education GmbH. —  Vienna, 2014. —  Р.17-23.
- Погребняк Г.П. Пространство и время в авторском кинематографе Андрея Тарковского / Г.П.Погребняк // Вестник Полоцкого государственного университета. Серия Е. - №7. - 2014. - С. 114-118.
- Погребняк, Г.П. Особенности изображения национальной темы в авторском кино / Г.П. Погребняк // Культура. Наука. Творчество : VIII Междунар. науч. — практ. конф., Минск, 15 мая 2014 г. : сб. науч. ст. / М-во культуры Респ. Беларусь, Белорус. гос. ун-т культуры и искусств ; редкол.: В.М. Черник (пред.) [и др.]. - Минск : БГУКИ, 2014. – С. 51-56.
- Погребняк Г.П. Формирование национальной идентичности с помощью медиаобразов (Использование авторского кино в образовательном процессе) / Г.П.Погребняк, А.В.Хованская // Информационные системы и коммуникативные технологии в современном образовательном процессе: сборник научных трудов / редкол. Т.С.Волкова, Ю.Б.Шувалова; М-во образования и науки Пермского края; федеральное гос. бюджет. образ. учреждение высшего образ. «Пермская гос.с-х.акад Д.Н.Прянишникова; Центр социально-псих.исследов; Белорусский гос. агр. техн.у-т. —  Пермь:ИПЦ «Прокрость», 2014. —  С.74-77.
- Погребняк Г.П. Особенности проката авторского кино /Г.П.Погребняк // Культура и образование. – Октябрь 2014. ̶ № 10 [Электронный ресурс]. URL: https://web.archive.org/web/20160305145623/http://vestnik-rzi.ru/2014/10/2372
- Погребняк Г.П. Духовний світ режисера-автора. До питання підготовки режисерських кадрів / Г.П. Погребняк // Особливості хореографа в сучасному соціокультурному просторі: Зб.матеріалів ІІ Всеукраїнської науково-творчої конференції, Київ,19 травня 2014. ̶ К.:НАКККіМ,2014. —  С. 23-26.
- Погребняк Г.П. Світоглядні засади художнього відтворення картини світу. Модель інтелектуального авторського кіно / Г.П.Погребняк // Актуальні проблеми історії, теорії та практики художньої культури.  — К.:Міленіум. ̶ 2014. ̶ Вип.ХХХІІ ̶ С. ̶ 26-35.
- Погребняк Г.П. Формирование модели авторства в кино / Г.П Погребняк // Традыцыі і сучасны стан культуры і мастацтва : мат. Міжнароднай навук. — практ. канф. (28-29 лістапада 2013 г., гор. Мінск) : У 2 частках. Ч. 1 :/ уклад. Н.С. Бункевіч [i інш.]; гал. рэд. А.І. Лакотка; Цэнтр даследаванняў беларускай культуры, мовы і літаратуры НАН Беларусі. – Мінск :Права і эканоміка, 2014. – С.311 ̶ 315.
- Погребняк Г.П. Проблеми використання комунікативної методики в режисерській освіті. До питання виховання режиссера-автора / Г.П.Погреняк // Охорона культурної спадщини: аспекти соціокультурної взаємодії: матеріали науково-практичної конференції в Національній академії керівних кадрів культури і мистецтв 5 ̶ 6 червня 2014 року. ̶ 2014року. ̶ К.: НАКККіМ. – 2014. ̶ С.240 – 245.
- Погребняк Г.П. Український авторський кінематограф в контексті міжкультурного діалогу / Г.П. Погребняк // Актуальні проблеми театру і театральної педагогіки: теорія, методологія, практика. Збірник наукових праць. – Рівне: РДГУ, 2014. С.76 ̶ 84.
- Погребняк Г.П. Авторский кинематограф как фактор национально-культурной идентичности / Г.П. Погребняк // Медиакультура и медиаобразование II (Феномен туризма в культуре XXI века: медиатехнологии современной культуры). Материалы Международной научно-практической конференции Дни философии в Санкт-Петербурге 2014, 21 ̶ 22 ноября 2014 года. – СПб: СПбГУКиТ, 2014. – С.161 ̶ 165.
- Погребняк Г.П. Вплив світоглядної позиції митця на формування моделі авторства / Г.П.Погребняк // Актуальні проблеми мистецької практики і мистецтвознавчої науки: Мистецькі обрії `2013: зб.наук.праць [ Текст ]. ̶ К.: Фенікс,2013. Вип.5 (16). – С.195 ̶ 200.
- Погребняк Г.П. Феномен авторства в кіно: спадкоємність традицій / Г.П.Погребняк // Екранна творчість у сучасному медіакультурному просторі:Зб. матеріалів Міжнародної наук. — практ. Конф КНУТКіТ ім.Карпенка-Карого, Київ,24-25 листопада 2014р. ̶ К.: Освіта України,2014 . ̶ С.60 - 69.
- Погребняк Г.П. Режисер-автор в сучасному мистецькому просторі / Г.П. Погребняк // Молоде мистецтво України: проблеми реалізації творчого потенціалу випускників мистецьких вишів: матеріали Всеукраїнської міждисциплінарної науково-творчої та практ. конф, Київ, ІПСМ НАМ України, Київ, 28 листопада 2014 р. ̶ С.8 ̶ 9.
- Погребняк Г.П. Авторський кінематограф у контексті філософії екзистенціалізму / Г.П.Погребняк // Науковий вісник Київського національного університету театру, кіно і телебачення імені І. К. Карпенка-Карого: [Зб. наук. праць,вип. 15 ]. – К. 2014. С.82 ̶ 88.
- Погребняк Г.П. Авторські фільми на кіно- й телеекрані / Г.П.Погребняк // Студії мистецтвознавчі: Театр. Музика.Кіно: [Наук. журнал, чис.3/4 (43/44)]. ̶ К.: НАН України, ІМФЕ ім..М.Т.Рильського, 2013. ̶ С.75 ̶ 81.
- Погребняк Г. П. Авторський кінематограф як унікальна світомодель / Г. П.Погребняк // Українська культура: минуле,сучасне,шляхи розвитку :зб.наук. пр.: наук.зап. Рівнен.держ.гуманіт.ун-ту. ̶ Вип.20. ̶ Т.1 / упоряд. В.Г.Виткалов. ̶ Рівне: РДГУ, 2014. ̶ С. 249 ̶ 255.
- Погребняк Г. П. Поетичне кіно як базова модель українського авторського кінематографа / Г.П.Погребняк // Культурно-мистецьке середовище: творчість та технології: зб.матеріалів Восьмої Міжн.наук-творчої конф., м.Київ, 16 квітня 2015 р. ̶ К.; НАКККіМ,2015 ̶ C.53-55.
- Погребняк Г.П. Світоглядна позиція режисера і формування авторської кінематографічної моделі / Г.П.Погребняк // Міждисциплінарне пізнання закономірностей сучасного екранного дискурсу: зб. наукових праць / відп. ред. Г. П. Чміль, І. Б. Зубавіна. – К.: Ін-т культурології НАМ України, 2014. ̶ С. 193 ̶ 195.
- Погребняк Г.П. Феномен авторства в кіномистецтві: традиції і сучасність / Г.П.Погребняк // Науковий вісник Київського національного університету театру, кіно і телебачення імені І. К. Карпенка-Карого: [Зб. наук. праць,вип. 16 ]. – К. 2015. ̶ С.124 ̶ 128.
- Погребняк Г.П. Світогляд як чинник формування кінематографічної моделі авторства / Г.П. Погребняк / Вісник Національної академії керівних кадрів культури і мистецтв:наук.журнал. ̶ К.:Міленіум, 2015. ̶ С. 110-114.
- Погребняк Г.П. Світоглядна позиція режисера і формування авторської кінематографічної моделі / Г.Погребняк // Міждисциплінарне пізнання закономірностей сучасного екранного дискурсу: зб. наукових праць / відп.ред. Г.П.Чміль, І.Б.Зубавіна. ̶ К.:Ін-т культурології НАМ України,2014. ̶ С.193 ̶ 203.
- Погребняк Г.П. Авторське кіно в міжнародному фестивальному просторі / Г. П. Погребняк // Актуальні питання культурології: Альманах наукового товариства «Афіна» кафедри культурології та музеєзнавства. ̶ Вип. 14. ̶ Рівне: РДГУ, 2014. ̶ С.215 ̶ 218.
- Pohrebnjak Halyna. Autorenkino als Faktor der geistigen Wiedergeburt / Halyna Pohrebnjak // Jahrbuch der V. Internationalen virtuellen Konferenz der Ukrainistik «Dialog der Sprachen - Dialog der Kulturen. Die Ukraine aus globaler Sicht», Berlin: Verlag Otto Sagner, München, 2015 ̶ Р.530 ̶ 542.
- Погребняк Г.П. Постать і творчість Шевченка в авторському кіно / Г.П. Погребняк // Концептуальна парадигма творчості Тараса Шевченка: філософський, лінгвістичний, історичний і мистецтвознавчий контексти: матеріали Міжнар. наук. — практ.конф., Київ, 26 ̶ 27 березня 2015 р. ̶ К.: НАКККіМ, 2015. ̶ С.93 ̶ 94.
- Погребняк Г.П. Авторське кіно крізь призму національної ідеї / Г.П. Погребняк // Особливості роботи хореографа в сучасному соціокультурному просторі:Зб.матеріалів ІІІ Всеукраїнської науково-творчої конференції з міжнародною участю, Київ,19 травня 2015 р. ̶ К.: НАКККіМ,2015. ̶ С.24 ̶ 27.
- Погребняк Г.П. Авторство в кіно: проблема самореалізації / Г.П. Погребняк // Przeglad Wschodnioeuropejski. ̶ VI / 2. ̶ 2015. ̶ C.259 ̶ 262.
- Погребняк Г.П. Італійський неореалізм і українське авторське кіно. Точки перетину / Г.П. Погребняк // Науковий вісник Київського національного університету театру, кіно і телебачення імені І. К. Карпенка-Карого: [Зб. наук. праць,вип. 17 ]. – К. ̶ 2015. ̶ С.111 ̶ 117.
- Погребняк Г.П. Продюсер і режисер-автор: моделі співтворчості / Г.П. Погребняк // Культурно-мистецькі обрії – 2016: зб. наук праць / за заг. ред. К.І. Станіславської. ̶ К.: НАКККіМ, 2016. ̶ Ч.І. ̶ С.69 ̶ 72.
- Погребняк Г.П. Авторський кінематограф як форпост духовності / Г.П. Погребняк // Культурно-мистецьке середовище: творчість та технології: зб.матеріалів Девʼятої Міжн.наук-творчої конф., м.Київ, 21 квітня 2016 р. ̶ К.; НАКККіМ,2015 ̶ C. 143 ̶ 145.
- Погребняк Г.П. Зображальна культура авторського фільму / Г.П. Погребняк // Сучасні дослідження в галузі культури і мистецтва: збірник матеріалів міжнародної науково-теоретичної конференції,25.04.2016. ̶ К.: КНУТКіТ імені І.К.Карпенка-Карого. ̶ С.57 ̶ 61.
- Погребняк Г.П. Морально-етичні домінанти авторського фільму / Г.П. Погребняк // Особливості роботи хореографа в сучасному соціокультурному просторі:Зб.матеріалів І Міжнародної науково-практичної конференції, [упор. В.С.Нечитайло], Київ,19 травня 2016 р. ̶ НАКККіМ,2016. ̶ С.50 ̶ 54.
- Погребняк Г. П. Автор у кіно як універсальна категорія / Г.П.Погребняк // Креативні індустрії в сучасному культурному просторі : збірник матеріалів Міжнародної наук. — практ. конференції, Київ, 26 травня 2016 р. / Міністерство культури України, Київська міська державна адміністрація, Міжнародна суспільно-патріотична фундація «Дні України», Національна академія керівних кадрів культури і мистецтв, Інститут практичної культурології та артменеджменту, кафедра арт-менеджменту та івент-технологій. – К.: НАКККіМ, 2016. ̶ С.166 ̶ 169.
- Погребняк Г.П. Національна ідея в українській моделі авторського кіно / Г.П.Погребняк // Сучасні соціокультурні та політичниі процеси в України. Треті наукові читання, присвячені памʼяті доктора філософських наук, професора О.М.Семашка: збірник матеріалів Всеукраїнської науково-теоретичної конференції. ̶ К.: НАКККіМ,2016. ̶ С.45 ̶ 46.
- Погребняк Г.П. Авторська творчість Лукіно Вісконті в сценічному та екранному просторі / Г.П.Погребняк // Культурно-мистецькі обрії 2016 : зб.наукових праць / за заг. ред. К.І.Станіславської. ̶ К.:НАКККіМ,2016. ̶ Вип.2. ̶  С.31 ̶ 35.
- Погребняк Г.П. Авторське кіно як відображення духовного відродження нації / Г.П.Погребняк // Науковий вісник Київського національного університету театру, кіно і телебачення імені І. К. Карпенка-Карого: Збірник наукових праць / Київський нац.ун-т театру,кіно і телебачення імені І.К.Карпенка-Карого; Редкол.:О.І.Безгін (голова) та ін. – К. ̶ Вип.19.– 2016. ̶  С.106 113.
- Погребняк Г.П. / Моделі авторства в кіно:можливості взаємовпливу / Г.П.Погребняк // Студії мистецтвознавчі: Театр. Музика.Кіно: [Голов.ред. Г.Скрипник ]. – К.: НАН України, ІМФЕ ім.М.Т.Рильського, 2016. ̶  Чис. 3(55). ̶  С.51-57.
- Погребняк Г.П. Авторська режисура Анджея Вайди / Г.П.Погребняк // Матеріали міжнародної викладацько-аспірантської конференції, присвяченої 120-річчю українського кіно. – К.: Київський національний університ театру, кіно і телебачення імені І. К. Карпенка-Карого,2017. – С. 39–42.
- Погребняк Г.П. Авторська режисура Інгмара Бергмана / Г.П.Погребняк // Культурно-мистецьке середовище: творчість та технології : Матеріали Десятої Міжн. наук. — творчої конф., м. Київ, 20 квітня 2017 р. / за заг. ред. К. І. Станіславської. – К.: НАКККіМ, 2017. – С.127–130.
- Погребняк Г.П. Образ автора в кіно / Г.П.Погребняк // Сучасні дослідження в галузі культури і мистецтва: збірник матеріалів міжнародної науково-теоретичної конференції,27.04.2017 р. – К.:КНУТКіТ імені І.К.Карпенка-Карого. – С.81–84.
- Погребняк Г.П. Елементи автобіографізму в кіно / Г.П. Погребняк // Особливості роботи хореографа в сучасному соціокультурному просторі: Зб. матеріалів ІІ Міжнародної науково-практичної конференції, [упор. В.С.Нечитайло], Київ,19 травня 2017р. ̶ НАКККіМ,2017. ̶  С. 32–36.
- Погребняк Г.П Авторська режисура в екранному та сценічному мистецтві / Г.П. Погребняк // Науковий вісник Київського національного університету театру, кіно і телебачення імені І. К. Карпенка-Карого: Збірник наукових праць / Київський нац. ун-т театру, кіно і телебачення імені І. К. Карпенка- Карого; редкол.: О. І. Безгін (голова) та ін. – К., 2017 р. – Вип. 20. – С.115–122
- Погребняк Г.П. Природа авторства в сучасному кіно. До постановки проблеми / Г.П.Погребняк // Економіка і культура України в світових глобалізаційних процесах: позиціонування і реалії: тези доповідей ІІІ Міжнар.наук. — практ.конф.,Київ. 21–22 берез., 2018. – К.: Вид.центр КНУКіМ, 2018. – С. 171–173.
- Погребняк Г.П. Авторський кінематограф у сучасному культурному просторі / Г.П.Погребняк // Матеріали Міжнародної викладацько-аспірантської конференції, присвяченої 130-річчю від дня народження Івана кавалерідзе. – К.,2018. – С.36–38.
- Погребняк Г.П. Авторський фільм і проблема колективного авторства / Г.П.Погребняк // Культурно-мистецьке середовище: творчість та технології : Матеріали Одинадцятої Міжн. наук. — творчої конф., м. Київ, 12 квітня 2018 р. / за заг. ред. К. І. Станіславської. – К.: НАКККіМ, 2018. – С.130 – 132.
- Погребняк Г.П. Авторська творчість А.Тарковського в сценічному мистецтві / Г.П.Погребняк // Особливості роботи хореографа в сучасному соціокультурному просторі:Зб.матеріалів ІІ Міжнародної науково-практичної конференції, Київ,18 травня 2018р. ̶ НАКККіМ, 2018. ̶  С. 108 – 112.
- Погребняк Г.П. Авторська творчість Райнера Вернера Фасбіндера в сценічному просторі / Г.П.Погребняк // Матеріали Міжнародної наукової викладацько-аспірантської конференції, присвяченої 90-річчю Національної кіностудії імені О.П.Довженка. – К., 2019. – С. 37 – 39.
- Погребняк Г.П. Моделі авторського кіно як відтворення картини світу / Г.П.Погребняк // Сучасні дослідження в галузі культури і мистецтва: збірник матеріалів міжнародної науково-теоретичної конференції, 26.04.2019 р. – К.:КНУТКіТ імені І.К.Карпенка-Карого. 2019. – С.86 – 89
- Погребняк Г.П. Фільм «Чорний козак» в контексті української моделі авторського кіно / Г.П. Погребняк // Культурно-мистецьке середовище: творчість та технології : Матеріали Дванадцятої Міжн. наук.-творчої конф., м. Київ, 15 травня 2019 р. /. – К. : НАКККіМ, 2019. – С.68 – 73.
- Погребняк Г.П. Специфіка відтворення картини світу в авторських кіномоделях // Діяльність продюсера в культурно-мистецькому просторі XXI  ст.: дослідницькі практики, динаміка розвитку, сфери реалізації» Матеріали VIII Міжнародної науково-практичної конференції м. Київ, 4-5 грудня 2018 р. / за заг. ред. С.М.Садовенко. Київ: НАКККіМ, 2019.  – С. 91 – 94.
- Погребняк Г.П. Авторська постать в кінематографі. Культурні та мистецькі студії ХХІ століття: науково-практичне партнерство: матеріали міжнародного симпозіуму, 6 червня. 2019 р. М-во культ. України; Нац. акад. кер. кадрів культ. і мистец. Київ: НАКККіМ, 2019. – С.240 – 242.
- Погребняк Г.П. Творчість режисера-автора на перехресті сценічного та екранного простору. Культура і мистецтво: сучасний науковий вимір : матеріали III міжнар. наук. конф. молодих вчених, аспірантів та магістрів, 5–6 груд. 2019 р. М-во культ. України; Нац. акад. кер. кадрів культ. і мистец. Київ: НАКККіМ, 2019. С.91–92.
- Погребняк Г.П. ОБРАЗ АВТОРА В КІНОМИСТЕЦТВІ ЯК ВІДОБРАЖЕННЯ КАРТИНИ СВІТУ. Частина 1. Літературний і кіноавтор:перехресний взаємовплив.Вісник НАКККіМ. 4’ 2019. С. 165 – 170.
- Погребняк Г.П. ОБРАЗ АВТОРА В КІНОМИСТЕЦТВІ ЯК ВІДОБРАЖЕННЯ КАРТИНИ СВІТУ. Частина 2. Автор і герой:кінематографічний вимір. Вісник НАКККіМ. 1’ 2020. С.105 – 110.
- Погребняк Г. П Свобода як морально-етична домінанта авторського кінема-тографа Мілоша Формана // Науковий вісник Київського національного уні-верситету театру, кіно і телебачення імені І. К. Карпенка-Карого: зб. наук. праць. Вип. 26. Київ, 2020. С. 86–92.
- Погребняк Г. П. Авторська творчість Мілоша Формана: на перетині екран-ного і сценічного мистецтва // Матеріали Міжн. наук. викладацько-аспірантської конф., присвяч. 100-річчю Одеської кіностудії. Київ: КНУТКіТ, 2020. С. 41–44.
- Погребняк Г. П. Творчість Кшиштофа Кесльовського в контексті польської моделі авторського кіно // Сучасні дослідження в галузі культури і мистецт-ва: зб. матеріалів міжн. наук.-теоретич. конф., м. Київ, 26 квітня 2020 р. Київ: КНУТКіТ, 2020. С. 101–104.
- Погребняк Г. П. Кшиштоф Кесльовський режисер-автор // Культура і мисте-цтво: сучасний науковий вимір: матеріали IV міжн. наук. конф. молодих вче-них, аспірантів та магістрів, м. Київ, 3–4 листопада 2020 р. Київ: НАКККіМ, 2020. С. 91–92.
- Погребняк Г.П.Авторське світоперетворення в кінематографі // Матеріали Міжн. наук. викладацько-аспірантської конф., присвяч. 110-річчю від дня народження І.С.Корнієнка, м.Київ: КНУТКіТ, 15 січня 2021.С. 17–20.
- Погребняк Галина Петрівна Європейський авангард як підґрунтя сучасних моделей авторського кіно // Матеріали V круглого столу «Перспективи розвитку аудіовізуального мистецтва», 14 грудня 2020 р., м. Київ / Упорядники: О. В. Безручко, С. В. Желєзняк. Київ : Видав. центр КНУКіМ, 2020. С.34 –37.
- Погребняк Г.П. Мотиви сповідальності в авторському кіно // Матеріали VI круглого столу «Актуальні питання кінематографа і телебачення», 4 січня 2021 р., м. Київ / Упорядники: О. В. Безручко, С. В. Желєзняк. Київ : Видав. центр КНУКіМ, 2021. С.29–33.
- Погребняк Г.П. Відображення картини світу як проблема авторства//Матеріали VII круглого столу «Теорія і практика екранних мистецтв», 6 січня 2021р,м. Київ/ Упорядники: О. В. Безручко, С. В. Желєзняк. Київ : Видав. центр КНУКіМ, 2021. С.27–30
- Погребняк Г.П. Авторський кінематограф у художній культурі другої половини ХХ – початку ХХІ століття: Автореферат дисертації на здобуття наукового ступеня доктора мистецтвознавства: спеціальність 26.00.01. Теорія та історія культури.Київ.2020.36 с.
- Погребняк Г.П. Довженківські Читання // Матеріали VI круглого столу «Довженківські читання», 13 вересня 2021 р.,м. Київ / Упоряд. О. В. Безручко, С. В. Желєзняк. Київ : Видав. центр КНУКіМ, 2021. С. 24 –30.
- Погребняк Г.П. Режисерська творчість в контексті виробництва та дистриб’юції екранного продукту //«Освітні виклики соціокультурної сфери. імплементація європейських цінностей в аудіовізуальній культурі» // Матеріали ІІ Міжнародної науково-практичної конференції «Освітні виклики соціокультурної сфери. Імплементація європейських цінностей в аудіовізуальній культурі», 25 жовтня 2021 р., м. Київ / Упоряд. О.В. Безручко, С. В. Желєзняк. Київ : Видав. центр КНУКіМ, 2021. Ч. ІІ. С. 45–48.
- Погребняк Г.П. Ідеал людини в інтерпретації режисера-автора // Культура і мистецтво: сучасний науковий вимір: матеріали IV міжн. наук. конф. молодих вчених, аспірантів та магістрантів, м. Київ, 4–5 листопада 2021 р. Київ: НАКККіМ, 2021. С. 106–107.
- Погребняк Г.П. Функціонування режисерських моделей авторського кіно в культурно-мистецькому просторі міжнародних кінофестивалів // АРТ-платФОРМА: альм. Київ: КМАЕЦМ, 2021.  Вип. 2(4). С.164–188.
- Погребняк Г.П. Режисерські засоби фільму «Так, балет» // Культурні та мистецькі студії ХХІ століття: науково-практичне партнерство: матеріали ІІ Міжнар. наук.-практ. конф., 10 листопада 2021 р. М-во культ. та інформ. політики України; Нац. акад. кер. кадрів культ. і мистец. Київ: НАКККіМ, 2021. С.76–78.
- Погребняк Г.П. Films by Directors-Authors in the Cultural Space of International Film Forums // Український кінематограф у світовому контексті // Матеріали VI круглого столу «Український кінематограф у світовому контексті», 15 листопада 2021 р.,  м. Київ / Упоряд. О.В.Безручко, контексті», 15 листопада 2021 р., м. Київ / Упоряд. О. В. Безручко, С. В. Желєзняк. Київ : Видав. центр КНУКіМ, 2021. С.53–58.
- Погребняк Г.П. Режисерські моделі авторського кіно в сучасному фестивальному просторі. Частина 1.Ігрові фільми українських режисерів-авторів у контексті міжкультурної дипломатії // Науковий вісник Київського національного університету театру, кіно і телебачення імені  І. К. Карпенка-Карого: Збірник наукових праць / Київський нац.ун-т театру,кіно і телебачення імені І.К.Карпенка-Карого; Редкол.:Сакун Айта (голова) та ін.  Київ,2021,  Вип.29.  С.36–43.
- Погребняк Г.П. До питання витоків режисури інтелектуального кіно // Перспективи розвитку аудіовізуального мистецтва // Матеріали VI круглого столу «Перспективи розвитку аудіовізуального мистецтва», 7 грудня 2021 р., м. Київ / Упоряд.: О. В. Безручко. Київ : Видав. мистецтва», 7 грудня 2021 р., м. Київ / Упоряд.: О. В. Безручко. Київ : Видав. центр КНУКіМ, 2021. С. 26 – 34.
- Погребняк Г.П. Балет як сенсотворчий елемент у режисурі екранізації // 100 років української культури в екзилі : збірник матеріалів Всеукраїнської науково-практичної конференції, Київ, 9–10 грудня 2021 р. Київ : НАКККіМ, 2021.С.126–129.
- Погребняк Г.П. Режисерські моделі авторського кіно в контексті міжкультурного діалогу. Частина 1. Копродукція як спосіб реалізації продюсерсько-режисерських моделей // Культура і сучасність : альманах. 2021. № 2. С. 23–28.
- Погребняк Г.П. Сцена як обшир мистецьких розвідок режисера-автора. Частина 1. Райнер Вернер Фасбіндер: сценічно-екранні експерименти // Мистецтвознавчі записки: Зб. наук. праць. 2021. Вип. 40. С.184–190.
- Погребняк Г.П. Виробництво та дистриб’юція авторського кіно в Україні як державна проблема. Частина 1. Фільмовиробництво і проблеми державної підтримки кіногалузі // Вісник Національної академії керівних кадрів культури і мистецтв : наук. журнал. Київ. 2021. № 4. С.183–189.
- Погребняк Г.П. Балетне мистецтво у режисурі екранних візій // Україна у світових глобалізаційних процесах: культура, економіка, суспільство: тези доповідей Міжнар. наук.-практ. конф., Київ, 23–24 березня, 2022 р. / М-во освіти і науки України; Київ. ун-т культури, Київ. нац. ун-т культури і мистецтв.  Київ : Вид. центр КНУКіМ, 2022, Част. 1.С.188–191.
- Погребняк Г.П. Режисерські пошуки екранної адаптації балетної творчості // Сучасні дослідження в галузі культури і мистецтва: збірник матеріалів міжнародної науково-теоретичної конференції, 30.04.2022 р. Київ : КНУТКіТ імені І.К.Карпенка-Карого. 2022.  С. 72–76
- Погребняк Г.П. Нові підходи підготовки режисерських кадрів як нагальна вимога часу // Педагогічна наука і освіта у сучасному вимірі: проблеми і перспективи розвитку: Матеріали ІV Всеукраїнської науково-практичної конференції (20 травня 2022р.) / за заг. ред. В. В. Ягоднікової.  Одеса: видавець Букаєв Вадим Вікторович. 2022. С.217–221.
- Погребняк Г.П. Режисура балету як адепт літературного твору на екрані // Вісник Національної академії керівних кадрів культури і мистецтв : наук. журнал. Київ. 2022. № 1. С.193–199.
- Погребняк Г.П. Режисерське бачення балетних постановок в екранній площині // Сучасний культурно-мистецький простір: креативні та інформаційно-комунікативні трансформації : матер. Всеукр. наук.-практ. конф., 21–22 червня 2022 р. М-во культ. та інформ. політики України; Нац. акад. кер. кадрів культ. і мистец. Київ : НАКККіМ, 2022.С.101–103.
- Погребняк Г.П. Режисура балетних постановок в сценічному та екранному просторі // Вісник Національної академії керівних кадрів культури і мистецтв : наук. журнал. Київ. 2022. №3. С.272–279.
- Погребняк Г.П. Балет як сенс життя в режисурі фільму «Танець-спалах» // Культурні домінанти ХХІ століття: мистецька освіта : зб. матер. Всеукр. наук.-практ. конф. / упор. С. В. Шалапа. Київ, 30 вересня 2022 р. Київ : НАКККіМ, 2022. С.65–67.
- Погребняк Г.П. Режисерська творчість в контексті виробництва та поширення копродукції // Освітні виклики соціокультурної сфери. Імплементація європейських цінностей в аудіовізуальній культурі в умовах воєнного часу : матеріали Міжнар. наук.-практ. конф., 13 жовтня 2022 р., м. Київ. Упоряд.: О. В. Безручко, С. В. Желєзняк. Київ : Вид. центр КНУКіМ, 2022. Ч. ІІ. С. 112–119. https://ikitb.knukim.edu.ua/nauka/naukovi-zakhody.html
- Погребняк Г.П. Екранне прочитання балету «Жізель» у творчості сучасних режисерів // Культура і мистецтво: сучасний науковий вимір: матеріали VI Всеукр. наук. конф. молод. вч., асп. та магістран. / М-во культ. України та інформ. політики ; Нац. акад. кер. кадрів культ. і мистец. ; Київ. націон. універ. кул. і мист. ; Наук. тов. студ., асп., доктор. і молод. вч. (Київ, 03 листопада 2022 р.). Київ : НАКККіМ, 2022. С.110–112.
- Погребняк Г.П. Копродукція як форма презентації режисерської творчості в сучасному культурно-мистецькому просторі// Культурологія та соціальні комунікації: інноваційні стратегії розвитку : матер. міжнар. наук. конф. (17–18 листопада 2022 р.) / Під ред. доц. Н. Рябухи та ін.  Харків : ХДАК, 2022.С.279-281
- Погребняк Г.П.Фільми українських режисерів як репрезентанти авторських світоглядних моделей у міжкультурному середовищі // АРТ-платФОРМА: альм. Київ: КМАЕЦМ, 2022.  Вип. 2(6). С.257–282.
- Погребняк Г.П. Actual problems of modern directing education // Вісник Київського національного університету культури і мистецтв. Серія Аудіовізуальне мистецтво і виробництво. Науковий журнал.2022. Том.5. №2.С.189–198.
- Погребняк Г.П. Антирежисура кіноперетворення як тривка перепона екранної адаптації  метадраматургії Олександра Корнійчука // Вісник Київського національного університету культури і мистецтв. Серія Аудіовізуальне мистецтво і виробництво. Науковий журнал.2022. Том.5. №2.С.264–271.
- Погребняк Г.П., Предаченко О.О. Кінофраншиза як феномен проектної творчості продюсера і режисера // Діяльність продюсера в культурно-мистецькому просторі ХХІ століття: досягнення, інновації, перспективи. Зб. наукових праць / Упор., наук. ред., відп. за вип. : С. Садовенко. Київ : НАКККіМ, 2022.С.136–151.
- Погребняк Г.П. Режисерські засоби екранізації балетної творчості // Актуальні питання кінематографу і телебачення : матеріали VІІ круглого столу, м. Київ, 24 січ. 2022 р. / упоряд.: О. В. Безручко, С. В. Желєзняк. Київ : Вид. центр КНУКіМ, 2022. С. 18–22. https://ikitb.knukim.edu.ua/nauka/naukovi-zakhody.html
- Погребняк Г.П. Балетна історія Біллі Елліота в екранно-сценічних розвідках режисера Стівена Долдрі // Теорія і практика екранних мистецтв : матеріали VІІ круглого столу, м. Київ, 22 лют. 2022 р. / упоряд. О. В. Безручко. Київ : Вид. центр КНУКіМ,2022. C. 12–17. https://ikitb.knukim.edu.ua/nauka/naukovi-zakhody.html
- Погребняк Г.П., Предаченко О.О. Кінопоттеріана як феномен екранної полі режисури // Аудіовізуальне мистецтво і виробництво : матеріали VІI круглого столу, м. Київ, 20 трав. 2022 р. / упоряд.: О. В. Безручко, С. В. Желєзняк. Київ :

Вид. центр КНУКіМ, 2022.С. 10–13. https://ikitb.knukim.edu.ua/nauka/naukovi-zakhody.html
- Погребняк Г.П. Українські анімаційні фільми як репрезентанти режисерської творчості в міжкультурному середовищі // Довженківські читання : матеріали VI круглого столу, м. Київ, 12 верес. 2022 р., / упоряд.: О. В. Безручко, С. В. Желєзняк. Київ : Вид. центр КНУКіМ, 2022. С. 14–19. https://ikitb.knukim.edu.ua/nauka/naukovi-zakhody.html
- Погребняк Г.П. Вистави цирку дю Солей в екранному прочитанні сучасних режисерів // Український кінематограф у світовому контексті_ : матеріали VІI круглого столу, м. Київ, 14 лист. 2022 р. / упоряд.: О. В. Безручко, С. В. Желєзняк. Київ : Вид. центр КНУКіМ, 2022. С. 32–36. https://ikitb.knukim.edu.ua/nauka/naukovi-zakhody.html
- Погребняк Г.П. Режисерські інтерпретації циркового середовища екранними засобами // Перспективи розвитку аудіовізуального мистецтва : матеріали VІI круглого столу, м. Київ, 20 грудня 2022 р. / упоряд.: О. В. Безручко, С. В. Желєзняк. Київ : Вид. центр КНУКіМ, 2022. С. 34–38. https://ikitb.knukim.edu.ua/nauka/naukovi-zakhody.html
- Погребняк Г.П. Режисерські версії циркового дійства в екранній площині // Науковий вісник Київського національного університету театру, кіно і телебачення імені  І. К. Карпенка-Карого: Збірник наукових праць / Київський нац.ун-т театру, кіно і телебачення імені І.К.Карпенка-Карого; Редкол.:Сакун Айта (голова) та ін.  Київ,2022,  Вип.31.  С.80–87.
- Погребняк Г.П. Балет як сенс особистісної свободи у креативних візіях сучасних режисерів // Вісник Національної академії керівних кадрів культури і мистецтв : наук. журнал. Київ. 2022. №4. С.142–149.
- Погребняк Г.П. Режисерські моделі авторського кіно в контексті міжкультурного діалогу. Частина 3. Творчість режисерів-авторів за сприяння міжнародних програм, фондів, конвенцій // Культура і сучасність : альманах. 2022. № 2. С.8–15.
- Погребняк Г.П. Цирк як середовище екранної дії у творчості сучасних режисерів // Мистецтвознавчі записки: Зб. наук. праць. 2022. Вип. 42. С.151–158.
- Погребняк Г.П. Балет як засіб формування особистості у режисурі фільму «Біллі Елліот» // Культурні та мистецькі студії ХХІ століття: науково-практичне партнерство : матеріали IІІ Всеукр. наук.-практ. конф. / М-во культ. України та інформ. політики ; Нац. акад. кер. кадрів культ. і мистец. (Київ, 10 листопада 2022 р.). Київ : НАКККіМ, 2022. С.99–100.

- Погребняк Г.П. Творчість режисера-автора в міжкультурному просторі // Суб'єкт. Пам'ять. Діалог: Зб. наук. ст. та тез наук. повід. за матеріалами наук. круглих столів: «Культурна дипломатія в умовах воєнних конфліктів: досвід ХХІ століття», 31.05.2022; «Охорона культурної спадщини в умовах глобальних загроз сучасності: теоретичні та практичні аспекти», 20.06.2022 та Міжнародної науково-практичної інтернет-конференції «Суб’єкт у символічному полі пам’яті та в маніпулятивних мистецьких практиках», 29.06.2022р. Київ.: ІК НАМ України, 2022. С.303–307.

- Погребняк Г.П. Віддзеркалення національної ідеї в режисерських моделях авторського кіно // АРТ-платФОРМА: альм. Київ: КМАЕЦМ, 2023. Вип. 1(7).С.243–274.

- Погребняк Г.П. Циркова культура як обшар екранних розвідок режисера // Україна у світових глобалізаційних процесах: культура, економіка, суспільство: тези доповідей Міжнар. наук.-практ. конф., Київ, 22–23 березня, 2023 р. / М-во освіти і науки України; Київ. ун-т культури, Київ. нац. ун-т культури і мистецтв. Київ : Вид. центр КНУКіМ, 2023, Част. 2. С.37–40.

- Погребняк Г.П. Екранна режисура як адепт циркової культури в сучасному соціокультурному середовищі // Культура та інформаційне суспільство ХХІ століття : матеріали міжнар. наук.-теорет. конф. молодих учених, 20–21 квітня 2023 р. У 2 ч. Ч. 2 / За ред. Н. Рябухи та ін.  Харків : ХДАК, 2023. С.133–135.

- Погребняк Г.П. Режисерська творчість у контексті європейських культурних практик державної підтримки аудіовізуального виробництва та дистрибуції // Вісник Національної академії керівних кадрів культури і мистецтв : наук. журнал. Київ. 2023. №1. С.36–41.

- Pogrebnyak  H. Director’s techniques of recreating circus culture on the screen and in the arena // // Bulletin of Kyiv National University of Culture and Arts.Series in Audiovisual Arts and Production. 2023. 6(1).  PP.47–63.

- Погребняк Г.П. Цирк як форпост національного спротиву. Авторський режисерський погляд // Науковий вісник Київського національного університету театру, кіно і телебачення імені  І. К. Карпенка-Карого: Збірник наукових праць / Київський нац.ун-т театру,кіно і телебачення імені І.К.Карпенка-Карого; Редкол.:Сакун Айта (голова) та ін.  Київ,2023, Вип.32.  С.108–117.

- Погребняк Г.П. Циркова діяльність у роки війни: екранна версія режиссера// Новітні дослідження культури і мистецтва: пошуки, проблеми перспективи: матеріали Всеукр.наук.-практ.конф.Київ:НАКККіМ,2023.С.167–168.

- Погребняк Г.П. Творчість українських режисерів-аніматорів в сучасному міжкультурному обширі // Тенденції розвитку Української анімації: історія та сучасність:матеріаи згальноуніверситетської викладацько-аспірантської конференції.Київ.КНУТКіТ імені І.К.Карпенка-Карого.2023.С.4–7.

- Погребняк Г.П. Сцена як обшир мистецьких розвідок режисера-автора. Частина 3. А. Вайда, К. Зануссі: театр як експериментальне поле діяльності // Мистецтвознавчі записки: Зб. наук. праць. 2023. Вип. 43. С.211–218.

- Погребняк Г.П. Дизайн кадру в зображальній культурі сучасної авторської режисури.

Частина 1. Конструювання авторської кіномови в режисурі фільмів Юрія Іллєнка // Культура і сучасність : альманах. 2023. № 1. С.42–48.
- Погребняк Г.П. Музика як елемент екранної мови режисера. Частина 1. Серджо Леоне та Енніо Морріконе: творення музичного образу як підґрунтя творчого тандему // Вісник Національної академії керівних кадрів культури і мистецтв : наук. журнал. Київ. 2023. №2. С.168–175.

- Pogrebnyak  H. Ukrainian cinematography in the context/ of intercultural cooperation// IMAGES: International Journal of European Film, Performing Arts and Audiovisual Communication. Poznań 2023.Volume XXXIV. Number 43. S.97–110

- Pogrebnyak  H. Interpretation of Ballet Art Through Screen Directing Means  // Bulletin of Kyiv National University of Culture and Arts. Series in Audiovisual Arts and Production. 2023. 6(2).  PP.186-203.

- Погребняк Г.П. Музика як елемент екранної мови режисера. Частина 2. Композиторські практики Енніо Морріконе в моделях екранної режисури // Вісник Національної академії керівних кадрів культури і мистецтв : наук. журнал. Київ. 2023. №3. С.185–192.

- Погребняк Г.П. Енніо Морріконе як продуцент креативних ідей у музичному та екранному мистецтвах // Культурологія та соціальні комунікації: інноваційні стратегії розвитку : матер. міжнар. наук. конф. (22–23 листопада 2022 р.) у 2-х частинах / Під ред. доц. Н. Рябухи та ін.  Харків : ХДАК, 2023. Ч.2.С.33-34.https://ic.ac.kharkov.ua/nauk_rob/konfer/konfer/KSK-2023.html

- Погребняк Г.П.  Перадаченко О.О.Сіквел «Сам вдома» як феномен режисерсько-продюсерської співпраці //  Діяльність продюсера в культурно-мистецькому просторі ХХІ століття: партнерство,моделі, напрями,стратегії. Зб. наукових праць / Упор., наук. ред., відп. за вип. : С. Садовенко. Київ : НАКККіМ, 2023.С.153–162.

- Погребняк Г.П. Музика як фактор формування творчих тандемів: режисер-композитор // Культурно-мистецьке середовище: творчість та технології: матеріали XV Всеукр. наук.-практ. конф. / М-во культ. України та інформ. політики ; Нац. акад. кер. кадрів культ. і мистец. ; Наук. тов.студ., асп., доктор. і молод. вч. (Київ, 19 жовтня 2023 р.). Київ : НАКККіМ, 023.С.92–94. https://nakkkim.edu.ua/images/Instytuty/Akademiia/Vydannia/konferentsii/Zbirka_tez_19_10_23.pdf

- Погребняк Г.П. Театральний досвід кінорежисера. Інгмар Бергман // Мистецтво у нелінійномупросторі // Збірник матеріалів ІІ міжнародної науково-практичної конференції 19-20 жовтня 2023 року. Тернопіль.2023. С.240 – 243.http:// dspace. tnpu. edu. ua/ handle/ 123456789/31074

- Погребняк Г.П. Director and Composer: Creative Collaboration in the Screen Space //Культура і мистецтво: сучасний науковий вимір : матеріали VIІ Всеукр. наук. конф. молод. вч., асп. та магістран. / М-во культ. України та інформ. політики ; Нац. акад. кер. кадрів культ. і мистец. ; Наук. тов. студ., асп., доктор. і молод. вч. (Київ, 02 листопада 2023 р.). Київ : НАКККіМ, 2023. С.156-158. https://nakkkim.edu.ua/images/ Instytuty/Akademiia/Vydannia/konferentsii/Tezy_02_11_2023_2.pdf

- Погребняк Г.П. Сценічний досвід кінорежисера // Культурні та мистецькі студії ХХІ століття: науково-практичне партнерство : матеріали IV Всеукр. наук.-практ. конф. / М-во культ. України та інформ. політики ; Нац. акад. кер. кадрів культ. і мистец. (Київ, 09 листопада 2023 р.). Київ : НАКККіМ, С.133–135 2023. https://nakkkim.edu.ua/images/Instytuty/Akademiia/Vydannia/konferentsii/Tezy_09_11_2023-2.pdf.

- Pogrebnyak  H. The activities of the Kyiv National Circus During the times of the war. Thoughts of a Film Director // Національне мистецтво в сучасних глобальних медіях. світ. Культура. Війна: Зб. наук. ст. та тез наук. повід. за матеріалами Міжнародної науково-практичної інтернет-конференції 29.06.2023р..  Київ : ІК НАМ України, 2023. С.180–182.http://icr.org.ua/wp-content/ uploads/ 2023/12/ Book_2023_Conference_29.06.2023.pdf